# Marsilea quadrifolia
Marsilea quadrifolia és una falguera aquàtica de la família de les marsileàcies, amb un aspecte que recorda més a un trèvol de quatre fulles que a una falguera. Viu en basses i llacunes poc profundes al voltant de la Mediterrània i llocs temperats d'Eurasia. Vivia en algunes poblacions a la península Ibèrica i als Països Catalans, sobretot en indrets lligats a camps d'arròs. Actualment les poblacions ibèriques pràcticament han desaparegut i es considera propera a l'extinció.

## Descripció
L’esporòfit (la generació principal de totes les plantes del grup dels pteridòfits) de Marsilea quadrifolia és una herba perenne que creix arrelada al fang amb un rizoma prim, estolonífer, radicant  en els nusos. D’aquest rizoma surten nombroses fulles llargament peciolades que permeten que la part laminar de la fulla, amb quatre folíols que surten del mateix punt que recorden a un trèvol de quatre fulles,  suri sobre la superfície de l’aigua.
Es diferencia de Marsilea strigosa per que és una planta sense pèls (potser alguns als nusos del rizoma) i els esporocarps (les estructures que porten els esporangis) surten en unes estructures pedicel·lades freqüentment ramificades i de més d'un cm de llarg, a la base del pecíol de les fulles normals.
Com que viuen lligades a l’existència de basses poc profundes en ecosistemes mediterrànis, aprofiten les pluges per a desenvolupar-se, arribant a desaparèixer en èpoques de sequera si arriben a assecar-se les llacunes on viu. En aquests moments, els esporocarps presents al terra actuen com a òrgans de reserva i poden mantenir la seva capacitat de germinació durant desenes d'anys.

## Distribució i habitat
Viu en llacunes i cursos d'aigua molt tranquils, amb aigües somes, tant en indrets naturals com aquells producte de l'activitat humana (canals, arrossars...), però sembla que necessita aigües més o menys netes i no contaminades, encara que hi ha poblacions en indrets lleugerament eutrofitzats.
Es una espècie pròpia dels països d'Eurasia amb clima mediterrani, temperat o tropical, des de Portugal fins a Japó o l'Iran; també ha estat introiduïda als Estats Units on arriba a comportar-se com a una espècie invasora en alguns indrets o a les Illes Canàries. En canvi,  a Europa pateix greus problemes de supervivència i ha estat considerada com a extingida en alguns països i regions. És bastant rara i és considerada una espècie amenaçada (gairebé amenaçada(LC) a nivell mundial) per la UICN, però en perill crític(CR) a nivell de l'Estat Espanyol. Està inclosa també en els annexes II i IV de la Directiva Hàbitats 92/43/CEE i a l'annexe I (en perill) del Catàleg de flora amenaçada de Catalunya.
A la Península Ibèrica totes les poblacions espanyoles es consideraven extingides, però s'ha trobat una petita població considerada natural, prop del riu Miño, a  Ourense. Paral·lelament, al Parc Natural de l'Albufera de València i al Parc Natural del Delta de l'Ebre s'han esmerçat esforços en criar en cautivitat aquesta falguera a partir d'esporocarps recol.lectats in situ en indrets on havia viscut l'espècie fins fa poc anys. Al Delta de l'Ebre es tenen algunes plantes creixent en condicions controlades i s'ha pogut experimentar en la seva reintroducció en el medi natural.